# Las Canoas, Tuxpan (Michoacán de Ocampo)
Las Canoas är en ort i Mexiko.   Den ligger i kommunen Tuxpan och delstaten Michoacán de Ocampo, i den södra delen av landet, 140 km väster om huvudstaden Mexico City. Las Canoas ligger 2 079 meter över havet och antalet invånare är 147.
Terrängen runt Las Canoas är kuperad. Runt Las Canoas är det tätbefolkat, med 319 invånare per kvadratkilometer. Närmaste större samhälle är Heróica Zitácuaro, 14,2 km sydost om Las Canoas. Omgivningarna runt Las Canoas är en mosaik av jordbruksmark och naturlig växtlighet.